# Alfonso Navarro Oviedo
Alfonso Navarro Oviedo era un sacerdote católico en El Salvador. Padre Alfonso Navarro Oviedo era el pastor de la Iglesia de la Resurrección en San Salvador, que servía a las poblaciones de clase media en las Colonias Miramonte, Toluca y Universitaria. Sirvió bajo el arzobispo Óscar Arnulfo Romero y Galdámez.

## Asesinato
En el 27 de febrero, había entre 40 a 60 mil personas en la Plaza Libertad; esa noche, el Padre Alfonso Navarro condujo una misa después de la cual muchos de los reunidos se desplazaron. Alrededor de las 12:30 a. m. del 28 de febrero, la plaza fue rodeada por tropas y policías con tanques, vehículos armados y jeeps, los demostradores, que eran ya unos 6,000 fueron ordenados a dispersarse dentro de diez minutos, muchos se fueron, pero las fuerzas empezaron a disparar. 
Fue asesinado el 11 de mayo de 1977, en las afueras de San Salvador por miembros de la Unión Guerra Blanca; estos procedieron a dispararle a Luís Alfredo Torres, llamado Luisito Torres, un joven que estaba en la compañía del Padre Alfonso Navarro Oviedo. 
El asesinato de Padre Rutilio Grande y, dos meses después, el de Padre Alfonso Navarro Oviedo fueron unos de los eventos que movieron al arzobispo Óscar Arnulfo Romero a tomar más acción.